# Panacheserien
Panacheserien är en skönlitterär översättningsserie startad av Albert Bonniers förlag 1946. 

## Historia
Panacheseriens utgivning inleddes våren 1946, på initiativ av redaktören Georg Svensson. Seriens syfte var att driva på introduktionen av ny, ofta stridbar och avantgardistisk, utländsk litteratur, som av olika skäl legat nere under andra världskriget. Från början låg tonvikten på engelsk- och franskspråkig litteratur, men med åren kom utgivningen att vidgas till andra språkområden. I serien har flera nyskapande litterära strömningar introducerats, exempelvis den franska nya romanen under 1950-talet. Totalt har ett 20-tal nobelpristagare i litteratur presenterats i serien, flera av dessa innan de fått sina priser. 
Georg Svensson var Panacheseriens redaktör fram till 1970. Den förde därefter en tynande tillvaro och låg 1973–75 helt nere, men 1976 tog man upp utgivningen igen. Otto Mannheimer var seriens redaktör åren 1984–93. Sedan mitten av 1990-talet har Magnus Bergh varit redaktör, först tillsammans med Karl Otto Bonnier och Gunnar Nirstedt, och senare även med Kristoffer Leandoer.
Böckerna i Panacheserien känns igen på sitt emblem, föreställande en antik grekisk hjälm med plym. Formen bestod inledningsvis av en svart hjälmvinjett mot enkla typgrafiska omslag, med en ljusbrun och, från 1954, roströd ram. Under 1960-talet gjordes formgivningen om av Vidar Forsberg, och kom då att bestå av vita omslag med en hjälm i olika färger. Efter att utgivningen i serien legat nere från 1973 återupptogs den 1976, då med en modernare hjälmlogotyp formgiven av Jan Biberg. Utseendet kom därefter att moderniseras ytterligare under Johan Ogden och Johan Petterson. År 2000 fick serien återigen ett nytt utseende framtaget av Lotta Kühlhorn, häftade i danska band med flikar.
År 2011, vid seriens 65-årsjubileum, gav Bonniers ut Panache: Ett stycke förlagshistoria, författad av seriens redaktör Magnus Bergh.

## Utgivning

### 1940-tal
| Titel                                     | Författare                               | Utgivningsår |
| ----------------------------------------- | ---------------------------------------- | ------------ |
| Andras blod                               | Simone de Beauvoir                       | 1946         |
| Främlingen                                | Albert Camus                             | 1946         |
| Myten om Sisyfos                          | Albert Camus                             | 1946         |
| Den store Gatsby                          | F. Scott Fitzgerald                      | 1946         |
| Siddharta                                 | Hermann Hesse                            | 1946         |
| Violen från Pratern                       | Christopher Isherwood                    | 1946         |
| Odysseus                                  | James Joyce                              | 1946         |
| Agostino                                  | Alberto Moravia                          | 1946         |
| Djurfarmen                                | George Orwell                            | 1946         |
| Det lutande tornet                        | Katherine Ann Porter                     | 1946         |
| Tre                                       | William Sansom                           | 1946         |
| Flugorna; Inför lyckta dörrar             | Jean-Paul Sartre                         | 1946         |
| Muren                                     | Jean-Paul Sartre                         | 1946         |
| Havets tystnad; Vandringen mot stjärnan   | Vercors                                  | 1946         |
| Flygfältet                                | Rex Warner                               | 1946         |
| Ljuva ungdom                              | Denton Welch                             | 1946         |
| Älskaren som var demon                    | Elizabeth Bowen                          | 1947         |
| Pastoralsymfonien                         | André Gide                               | 1947         |
| Och solen har sin gång                    | Ernest Hemingway                         | 1947         |
| Mr Norris byter tåg                       | Christopher Isherwood                    | 1947         |
| Si, iskarlen kommer!                      | Eugene O'Neill                           | 1947         |
| Döda utan gravar; Den respektfulla skökan | Jean-Paul Sartre                         | 1947         |
| De oskuldsfulla                           | A.L. Barker                              | 1948         |
| Sover jag eller vakar                     | Isabel Bolton                            | 1948         |
| Tataröknen                                | Dino Buzzati                             | 1948         |
| Pesten                                    | Albert Camus                             | 1948         |
| Andra röster, andra rum                   | Truman Capote                            | 1948         |
| Släktmötet                                | T.S. Eliot                               | 1948         |
| Medan jag låg och dog                     | William Faulkner                         | 1948         |
| 19 moderna franska poeter                 | Ilmar Laaban och Erik Lindegren (övers.) | 1948         |
| Det svarta seglet                         | Maria le Hardouin                        | 1948         |
| Mörkrets vapen                            | Vercors                                  | 1948         |
| En ridå av grönska                        | Eudora Welty                             | 1948         |
| Vad världen ändå är liten                 | Raymond Queneau                          | 1949         |
| Äcklet                                    | Jean-Paul Sartre                         | 1949         |
| Puman                                     | Jean Stafford                            | 1949         |
| Alice B. Toklas' självbiografi            | Gertrude Stein                           | 1949         |
| Tornet                                    | Tarjei Vesaas                            | 1949         |
| Pilgrimsfalken                            | Glenway Wescott                          | 1949         |

### 1950-tal
| Titel                                          | Författare                               | Utgivningsår |
| ---------------------------------------------- | ---------------------------------------- | ------------ |
| Offret                                         | Saul Bellow                              | 1950         |
| Ryttaren                                       | H.C. Branner                             | 1950         |
| Vistelse på jorden                             | Federico García Lorca och Pablo Neruda   | 1950         |
| Svartsjuka                                     | William Sansom                           | 1950         |
| Herr Ouine                                     | Georges Bernanos                         | 1951         |
| Vittnet                                        | Jean Bloch-Michel                        | 1951         |
| Älskog                                         | Henry Green                              | 1951         |
| Orolig natt och andra tyska efterkrigsnoveller | Kurt Juster (red.)                       | 1951         |
| Olydnaden                                      | Alberto Moravia                          | 1951         |
| Monstret                                       | Anna Sebastian                           | 1951         |
| Mrs Stones romerska vår                        | Tennessee Williams                       | 1951         |
| Guillaume Apollinaire                          | Guillaume Apollinaire; Ebbe Linde (red.) | 1952         |
| Människans revolt                              | Albert Camus                             | 1953         |
| Gräsharpan                                     | Truman Capote                            | 1953         |
| Porslinskrucifixet och andra berättelser       | Marcel Jouhandeau                        | 1953         |
| En måne för de olycksfödda                     | Eugene O'Neill                           | 1953         |
| Léon Morin, präst                              | Béatrix Beck                             | 1954         |
| Privatsekreteraren                             | T.S. Eliot                               | 1954         |
| Farväl till Berlin                             | Christopher Isherwood                    | 1954         |
| Den bedragna                                   | Thomas Mann                              | 1954         |
| Porträtt av konstnären som valp                | Dylan Thomas                             | 1954         |
| När dagen vänder                               | Paul Claudel                             | 1955         |
| En vandrare i staden                           | Alfred Kazin                             | 1955         |
| Perdu                                          | Paride Rombi                             | 1955         |
| Den svarte fursten och andra berättelser       | Shirley Ann Grau                         | 1956         |
| Striden med ängeln; Valnötsträden i Altenburg  | André Malraux                            | 1956         |
| Den osynliga porten                            | Paul Schallück                           | 1956         |
| I väntan på Godot                              | Samuel Beckett                           | 1957         |
| Fallet                                         | Albert Camus                             | 1957         |
| Landsflykten och riket                         | Albert Camus                             | 1957         |
| Kärlekens vrångbild                            | Louis Pauwels                            | 1957         |
| Stenögonen                                     | Alain Robbe-Grillet                      | 1957         |
| Slutspel; Akt utan ord                         | Samuel Beckett                           | 1958         |
| Riket av denna världen                         | Alejo Carpentier                         | 1958         |
| Se dig om i vrede                              | John Osborne                             | 1958         |
| Försök till självbiografi                      | Boris Pasternak                          | 1958         |
| Intill mjölkhagen                              | Dylan Thomas                             | 1958         |
| Alla dem som falla; Krapps sista band; Askglöd | Samuel Beckett                           | 1959         |
| Klätterbaronen                                 | Italo Calvino                            | 1959         |
| Flugornas herre                                | William Golding                          | 1959         |
| Snaran och andra noveller                      | Marek Hlasko                             | 1959         |
| Moderna sovjetryska noveller                   | Magda Lagerman (red.)                    | 1959         |
| Bristningsgränsen                              | Jacob Presser                            | 1959         |
| Vi                                             | Jevgenij Zamjatin                        | 1959         |

### 1960-tal
| Titel                                                     | Författare                           | Utgivningsår |
| --------------------------------------------------------- | ------------------------------------ | ------------ |
| Doktor Murkes samlade tystnad och andra satirer           | Heinrich Böll                        | 1960         |
| Offentlig person                                          | T.S. Eliot                           | 1960         |
| Skräckens trumpeter                                       | Angel Maria de Lera                  | 1960         |
| Jalusi                                                    | Alain Robbe-Grillet                  | 1960         |
| Postflyg syd                                              | Antoine de Saint-Exupéry             | 1960         |
| Den obefintlige riddaren                                  | Italo Calvino                        | 1961         |
| Modern tysk lyrik: tolkningar                             | Johannes Edfelt (övers.)             | 1961         |
| Noshörningen                                              | Eugène Ionesco                       | 1961         |
| Tre pjäser: Den skalliga förtrollerskan; Stolarna; Amedée | Eugène Ionesco                       | 1961         |
| Planetariet                                               | Nathalie Sarraute                    | 1961         |
| Fångarna i Altona                                         | Jean-Paul Sartre                     | 1961         |
| Den tudelade visconten                                    | Italo Calvino                        | 1962         |
| I labyrinten                                              | Alain Robbe-Grillet                  | 1962         |
| Basar i fattighuset                                       | John Updike                          | 1962         |
| Det trettionde året                                       | Ingeborg Bachmann                    | 1963         |
| Lyckans dar; Ord och musik                                | Samuel Beckett                       | 1963         |
| Biblioteket i Babel                                       | Jorge Luis Borges                    | 1963         |
| Sommar                                                    | Albert Camus                         | 1963         |
| Återkomsten                                               | Miroslav Krleža                      | 1963         |
| En själ av trä                                            | Jakov Lind                           | 1963         |
| I havets mitt och andra noveller                          | Samuel Josef Agnon                   | 1964         |
| Murphy                                                    | Samuel Beckett                       | 1964         |
| Biedermann och pyromanerna; Andorra                       | Max Frisch                           | 1964         |
| Beskrivning av en tågresa och andra noveller              | Antti Hyry                           | 1964         |
| Moderna spanska noveller                                  | Kjell A. Johansson (red.)            | 1964         |
| Händer                                                    | Ranko Marinković                     | 1964         |
| Fiesta i nordväst                                         | Ana María Matute                     | 1964         |
| Utanför                                                   | Johanna Moosdorf                     | 1964         |
| De gyllene frukterna                                      | Nathalie Sarraute                    | 1964         |
| Avled stilla                                              | Simone de Beauvoir                   | 1965         |
| En valförrättares dag                                     | Italo Calvino                        | 1965         |
| Dikt för dom som inte läser dikt                          | Hans Magnus Enzensberger             | 1965         |
| Mordbrännarna                                             | Peter Faecke                         | 1965         |
| Kvällens röster                                           | Natalia Ginzburg                     | 1965         |
| Duvfjädrar                                                | John Updike                          | 1965         |
| Dikter                                                    | Gottfried Benn                       | 1966         |
| Utkast till en borgare                                    | François Billetdoux                  | 1966         |
| Olovligt undanhållande                                    | Heinrich Böll                        | 1966         |
| Malcolm                                                   | James Purdy                          | 1966         |
| Tropismer                                                 | Nathalie Sarraute                    | 1966         |
| Ofarliga historier                                        | Villy Sørensen                       | 1966         |
| Förförelsen                                               | Witold Gombrowicz                    | 1967         |
| Plebejerna repeterar upproret                             | Günter Grass                         | 1967         |
| Manigs uppträdande och andra berättelser                  | Reinhard Lettau                      | 1967         |
| Landskap i betong                                         | Jakov Lind                           | 1967         |
| Spel: Tre dialoger; Fem pjäser; Film                      | Samuel Beckett                       | 1968         |
| Skrotkyrkogården                                          | Endre Fejes                          | 1968         |
| Yvonne; Vigseln; Operett: Tre pjäser                      | Witold Gombrowicz                    | 1968         |
| Annons om huset där jag inte längre vill bo               | Bohumil Hrabal                       | 1968         |
| Kuddarna                                                  | Benny Andersen                       | 1969         |
| Bestigningen av F6                                        | W.H. Auden och Christopher Isherwood | 1969         |
| Konturer                                                  | Jürgen Becker                        | 1969         |
| Dörrknackaren                                             | Peter Handke                         | 1969         |
| Ormen                                                     | Luigi Malerba                        | 1969         |
| Den ryslige snögubben och andra noveller                  | Jan Wolkers                          | 1969         |

### 1970-tal
| Titel                                                     | Författare                          | Utgivningsår |
| --------------------------------------------------------- | ----------------------------------- | ------------ |
| Sånt talar man tyst om, sånt är mot naturen               | Donald Barthelme                    | 1970         |
| Munnarna                                                  | Espen Haavardsholm                  | 1970         |
| Place de l'Étoile                                         | Patrick Modiano                     | 1970         |
| Kollektivet                                               | Helga Maria Novak                   | 1970         |
| Min dotter                                                | Tadeusz Różewicz                    | 1970         |
| Ur en fauns liv                                           | Arno Schmidt                        | 1970         |
| Den inneboende                                            | Svava Jakobsdóttir                  | 1971         |
| Begravning i Teresienburg                                 | Miroslav Krleža                     | 1971         |
| Två rumäner: Till det bittra slutet; Döden genom fönstret | Vintilă Ivănceanu och Petru Popescu | 1972         |
| Kartongmänniskan                                          | Kobo Abe                            | 1976         |
| Montauk                                                   | Max Frisch                          | 1976         |
| Den sanna känslans ögonblick                              | Peter Handke                        | 1976         |
| Livet är någon annanstans                                 | Milan Kundera                       | 1976         |
| Monarken                                                  | Vassilis Vassilikos                 | 1976         |
| Den trogne Ruslan                                         | Georgij Vladimov                    | 1976         |
| Djupt i vinterkylan                                       | Ann Beattie                         | 1977         |
| Hörde du?                                                 | Nathalie Sarraute                   | 1977         |
| Före fäderna dör sönerna                                  | Thomas Brasch                       | 1978         |
| De osynliga städerna                                      | Italo Calvino                       | 1978         |
| Den vänsterhänta kvinnan                                  | Peter Handke                        | 1978         |
| Modet                                                     | Alejo Carpentier                    | 1979         |
| Den blå timmen                                            | Hans Frick                          | 1979         |
| Kvar i Indien                                             | Paul Scott                          | 1979         |

### 1980-tal
| Titel                                   | Författare              | Utgivningsår |
| --------------------------------------- | ----------------------- | ------------ |
| Liv på undantag                         | Stephen Alter           | 1980         |
| Människan uppträder under holocen       | Max Frisch              | 1980         |
| Brevet till Diane                       | Jean-Didier Wolfromm    | 1980         |
| Harpan och skuggan                      | Alejo Carpentier        | 1981         |
| Långsam hemkomst                        | Peter Handke            | 1981         |
| Siden och stål                          | Stephen Alter           | 1982         |
| Vägen till Sainte-Victoire              | Peter Handke            | 1982         |
| Kärlekens löjen                         | Milan Kundera           | 1982         |
| Norr om kärleken, söder om hatet        | Guntram Vesper          | 1982         |
| Om en vinternatt en resande             | Italo Calvino           | 1983         |
| Varats olidliga lätthet                 | Milan Kundera           | 1984         |
| Kannibalgalaxen                         | Cynthia Ozick           | 1984         |
| Sista festen på Café Imperial           | Angelo Rinaldi          | 1984         |
| Dödssjukdomen; Mannen i korridoren      | Marguerite Duras        | 1985         |
| Familjedanser                           | David Leavitt           | 1985         |
| Steg för steg: tidiga berättelser       | Thomas Pynchon          | 1985         |
| Om olägenheten i att vara född          | E.M. Cioran             | 1986         |
| Den befjädrade kvinnan                  | Martin R. Dean          | 1986         |
| I ängelns hand                          | Dominique Fernandez     | 1986         |
| Om icke nu, så när?                     | Primo Levi              | 1986         |
| Hamletmaskinen och andra texter         | Heiner Müller           | 1986         |
| Dara                                    | Patrick Besson          | 1987         |
| Requiem                                 | Peer Hultberg           | 1987         |
| Bräsch: texter i urval                  | Henri Michaux           | 1987         |
| Puttermesser och Xantippa               | Cynthia Ozick           | 1987         |
| Badrummet                               | Jean-Philippe Toussaint | 1987         |
| Tjeckisk drömbok                        | Ludvík Vaculík          | 1987         |
| Förförelse                              | Bettina Blumenberg      | 1988         |
| Blå ögon svart hår                      | Marguerite Duras        | 1988         |
| Förbjudet område                        | Juan Goytisolo          | 1988         |
| Romankonsten                            | Milan Kundera           | 1988         |
| Är detta en människa?                   | Primo Levi              | 1988         |
| Messias i Stockholm                     | Cynthia Ozick           | 1988         |
| Monsieur                                | Jean-Philippe Toussaint | 1988         |
| Katastrof och sexton andra korta pjäser | Samuel Beckett          | 1989         |
| Morels uppfinning                       | Adolfo Bioy Casares     | 1989         |
| Buzons brott                            | François Bon            | 1989         |
| Tid för fotboll                         | Kenzaburo Oe            | 1989         |

### 1990-tal
| Titel                                | Författare              | Utgivningsår |
| ------------------------------------ | ----------------------- | ------------ |
| Slipat glas och andra berättelser    | Frederick Barthelme     | 1990         |
| En stilla förintelse                 | Hugo Claus              | 1990         |
| Västerländsk atlas                   | Daniele Del Giudice     | 1990         |
| Dagboken 1953–1956                   | Witold Gombrowicz       | 1990         |
| Rose Mélie Rose                      | Marie Redonnet          | 1990         |
| Plinius rosor                        | Angelo Rinaldi          | 1990         |
| Kameran                              | Jean-Philippe Toussaint | 1990         |
| Svärdfisken                          | Hugo Claus              | 1991         |
| Dagboken 1957–1961                   | Witold Gombrowicz       | 1991         |
| I stridens riken                     | Juan Goytisolo          | 1991         |
| Preludier                            | Peer Hultberg           | 1991         |
| Fristen                              | Primo Levi              | 1991         |
| En gång levde jag                    | Natascha Wodin          | 1991         |
| Den ensamma fågelns dygder           | Juan Goytisolo          | 1992         |
| Leonardos händer                     | Alois Hotschnig         | 1992         |
| M/T och berättelsen om skogens under | Kenzaburo Oe            | 1992         |
| Vineland                             | Thomas Pynchon          | 1992         |
| Splendid Hôtel                       | Marie Redonnet          | 1992         |
| Upptäckaren                          | Juan José Saer          | 1992         |
| Sömnhojen                            | Gyrðir Elíasson         | 1993         |
| MacGuffin                            | Stanley Elkin           | 1993         |
| Medeldistans                         | Alejandro Gándara       | 1993         |
| Dagboken 1961–1969                   | Witold Gombrowicz       | 1993         |
| Periodiska systemet                  | Primo Levi              | 1993         |
| Okända människors levnad             | Giuseppe Pontiggia      | 1993         |
| Obabakoak                            | Bernardo Atxaga         | 1994         |
| Sorgestaden                          | Daniela Hodrová         | 1994         |
| Följande historia                    | Cees Nooteboom          | 1994         |
| Bort                                 | Beth Nugent             | 1994         |
| Berättelser från slätten             | Gianni Celati           | 1995         |
| Jochem                               | Régine Detambel         | 1995         |
| Ögats hunger                         | Tove Nilsen             | 1995         |
| Livet en bruksanvisning              | Georges Perec           | 1996         |
| Gravitationens regnbåge              | Thomas Pynchon          | 1996         |
| Vredens slott                        | Alessandro Baricco      | 1997         |
| Det förlorade Paris                  | Markus Nummi            | 1997         |
| Högläsaren                           | Bernhard Schlink        | 1997         |
| W eller minnet av barndomen          | Georges Perec           | 1998         |
| Oceanhavet                           | Alessandro Baricco      | 1999         |
| Undersökningen                       | Juan José Saer          | 1999         |

### 2000-tal
| Titel                                   | Författare          | Utgivningsår |
| --------------------------------------- | ------------------- | ------------ |
| Flyghundar                              | Marcel Beyer        | 2000         |
| Frågan om Bruno                         | Aleksandar Hemon    | 2000         |
| Elementarpartiklarna                    | Michel Houellebecq  | 2000         |
| Den ovillkorliga kapitulationens museum | Dubravka Ugresic    | 2000         |
| Hanemann                                | Stefan Chwin        | 2001         |
| Historien om det gamla barnet           | Jenny Erpenbeck     | 2001         |
| Tiden går: ur Det stora kartoteket      | Lev Rubinstein      | 2001         |
| Om barnen vet man ingenting             | Simona Vinci        | 2001         |
| Spioner                                 | Marcel Beyer        | 2002         |
| Nostalgia                               | Mircea Cărtărescu   | 2002         |
| Plattform                               | Michel Houellebecq  | 2002         |
| Kvinnoväktarna                          | Amin Zaoui          | 2002         |
| Smäck                                   | Jenny Erpenbeck     | 2003         |
| Nowhere Man                             | Aleksandar Hemon    | 2003         |
| Därv                                    | Tatiana Tolstaja    | 2003         |
| Guldpelikanen                           | Stefan Chwin        | 2004         |
| Jag och Kaminski                        | Daniel Kehlmann     | 2004         |
| Omtagning                               | Alain Robbe-Grillet | 2004         |
| Guldsmedens hemlighet                   | Elia Barceló        | 2005         |
| Orbitór. Vänster vinge                  | Mircea Cărtărescu   | 2005         |
| Slätterna                               | Gerald Murnane      | 2005         |
| Kärlek utan motstånd                    | Gilles Rozier       | 2005         |
| Smärtans imperium                       | Dubravka Ugresic    | 2005         |
| Orbitór. Kroppen                        | Mircea Cărtărescu   | 2006         |
| Rödöra                                  | Éric Chevillard     | 2006         |
| Ordbok                                  | Jenny Erpenbeck     | 2006         |
| Specht och son                          | Willem Jan Otten    | 2006         |
| Kensington Gardens                      | Rodrigo Fresán      | 2007         |
| Berättelsen om herr Han                 | Hwang Sok-Yong      | 2007         |
| En resa i vintern/Madame Mallarmé       | Bernard Noël        | 2007         |
| Saturnus ringar                         | W.G. Sebald         | 2007         |
| Kaltenburg                              | Marcel Beyer        | 2008         |
| Orbitór. Höger vinge                    | Mircea Cărtărescu   | 2008         |
| I taket                                 | Éric Chevillard     | 2008         |
| Alla själar                             | Javier Marías       | 2008         |
| Röd självbiografi                       | Anne Carson         | 2009         |
| Maqiao                                  | Han Shaogong        | 2009         |
| Sammetsvatten                           | Gerald Murnane      | 2009         |
| Svindel. Känslor                        | W.G. Sebald         | 2009         |

### 2010-tal
| Titel                                | Författare        | Utgivningsår |
| ------------------------------------ | ----------------- | ------------ |
| Hemsökelse                           | Jenny Erpenbeck   | 2010         |
| Dagbok 1994–2003                     | Mircea Cărtărescu | 2011         |
| Tidens mörka rygg                    | Javier Marías     | 2011         |
| Dikt, prosa, essä                    | W.G. Sebald       | 2011         |
| Makens skönhet                       | Anne Carson       | 2012         |
| Korntäppa                            | Gerald Murnane    | 2012         |
| Travesti                             | Mircea Cărtărescu | 2013         |
| Den franska krigskonsten             | Alexis Jenni      | 2014         |
| Logi på landet                       | W.G. Sebald       | 2014         |
| Irakisk Kristus                      | Hassan Blasim     | 2015         |
| Röd doc>                             | Anne Carson       | 2015         |
| Hon är arg                           | Maja Lee Langvad  | 2016         |
| Räddningsavstånd                     | Samanta Schweblin | 2016         |
| Mer                                  | Hakan Günday      | 2017         |
| Medborgare                           | Claudia Rankine   | 2017         |
| Polsk-ryskt krig under rödvit flagga | Dorota Masłowska  | 2018         |
| Språkets sjunde funktion             | Laurent Binet     | 2019         |
| New Forest                           | Josefine Klougart | 2019         |
| Räven                                | Dubravka Ugrešić  | 2019         |

### 2020-tal
| Titel                       | Författare     | Utgivningsår |
| --------------------------- | -------------- | ------------ |
| Eros den bitterljuva        | Anne Carson    | 2020         |
| Modersakter                 | András Forgách | 2021         |
| Kärlek i det nya årtusendet | Can Xue        | 2022         |